# Strange Frame
Pour plus de détails, voir Fiche technique et Distribution.
Strange Frame est un film américain d'animation réalisé par G. B. Hajim, sorti en 2012.

## Synopsis
Fin du 28e siècle. L'humanité a abandonné la Terre il y a 200 ans pour coloniser les lunes de Jupiter, notamment Ganymède. La plupart des humains ayant fui la Terre l'ont fait en échange d'un contrat de servitude mais ce contrat s'est transmis à leur insu à leurs descendants. Naia et Parker sont deux musiciennes qui se rencontrent après avoir été arrêtées lors d'une émeute et tombent amoureuses. Avec leurs amis Chat et Atern, elles créent un groupe qui devient vite populaire en raison des textes engagés de Naia. Le groupe est invité à une fête organisée par le riche Dorlan Mig et Parker est droguée. Elle se réveille dans les bas quartiers et découvre que Naia a signé un contrat musical avec Mig. Parker essaie vainement de contacter Naia et va trouver de l'aide en rencontrant le capitaine de vaisseau spatial Philo D Grenman et Reesa, son second.

## Fiche technique
- Réalisation : G. B. Hajim
- Scénario : Shelley Doty et G. B. Hajim
- Photographie : G. B. Hajim
- Musique : Shelley Doty et David Pellicciaro
- Société de production : Island Planet One Productions
- Pays d'origine :  États-Unis
- Langue originale : anglais
- Genre : animation, science-fiction
- Durée : 98 minutes
- Dates de sortie : 
  -  Royaume-Uni : 3 mai 2012

## Distribution
- Claudia Black : Parker
- Tara Strong : Naia
- Ron Glass : Philo D Grenman
- Cree Summer : Reesa
- Tim Curry : Dorlan Mig
- Juliet Landau : Bitsea
- Alan Tudyk : Chat
- George Takei : Tamadamsa
- Khary Payton : Atem
- Claudia Christian : Zev
- Michael Dorn : le commandant
- Dawnn Lewis : Malora

## Distinctions
Le film a remporté le prix du meilleur film à la Dragon Con 2012 et du meilleur film d'animation au Big Island Film Festival 2013.